# Quasimodo D'el Paris
Quasimodo d'El Paris é um filme francês de 1999 dirigido por Patrick Timsit. É uma comédia adaptada do livro Notre-Dame de Paris de Victor Hugo. 

## Sinopse
Na cidade de El Paris, quando um menino de dez anos de idade chamado Quasimodo mostra sinais de deformidade, seus pais o entregam ao misterioso pastor evangélico da cidade, Frollo. Em troca, eles adotam uma menina Cubana , Esmeralda, de uma classe social mais baixa. Dez anos depois, El Paris é ameaçada por um serial killer, e Quasimodo é o primeiro suspeito.

## Elenco
- Patrick Timsit como Quasimodo
- Richard Berry como Serge Frollo
- Mélanie Thierry como Agnès / Esméralda
- Vincent Elbaz como Phoebus
- Didier Flamand como o Governador
- Patrick Braoudé como Pierre-Grégoire
- Axelle Abbadie como a esposa do Governador
- Dominique Pinon como Trouillefou
- Albert Dray como Pablo
- Doud como Diego
- Lolo Ferrari
- Jean-François Halin
- Raffy Shart
- François Levantal

## Ligações Externas
- Quasimodo d'El Paris no Internet Movie Database
- Quasimodo d'El Paris no allmovie
- Quasimodo d'El Paris. no IMDb.